# Little Salmon Lake
Der Little Salmon Lake (englisch für „kleiner Lachs-See“) ist ein 63 km² großer See im kanadischen Yukon-Territorium. Der See 
befindet sich in den Stammesgebieten der Little Salmon/Carmacks First Nation und Kaska Dena.

## Lage
Der Little Salmon Lake liegt 65 km östlich von Carmacks und 160 km nördlich von Whitehorse. Der See erstreckt sich über eine Länge von 32 km in Ost-West-Richtung. Seine maximale Breite beträgt 2 km. Er liegt auf einer Höhe von etwa 615 m. Der Little Salmon Lake hat eine Tiefe von über 140 m. Der See wird an seinem Ostende von Magundy River und Drury Creek gespeist. Am westlichen Ende verlässt der  Little Salmon River den See und fließt in westlicher Richtung zum Yukon River. Der Yukon Highway 4 (Robert Campbell Highway) verläuft entlang dem Nordufer des Sees. Entlang dem Nordufer erstreckt sich der bis zu 1752 m hohe Gebirgszug der Little Salmon Range. Südlich des Sees liegt der 1784 m hohe Snowcap Mountain. Am Little Salmon Lake befinden sich zwei staatliche Campingplätze, „Little Salmon Lake Campground“ und „Drury Creek Campground“, beide mit Bootsrampen.

## Seefauna
Eine Studie von Fangergebnissen im See ergab folgende Prozentzahlen bezüglich der Biomasse der gefangenen Fische:
| Wissenschaftl. Name    | Deutscher Name             | Amerikanischer Name | Biomasse gefangener Fische |
| ---------------------- | -------------------------- | ------------------- | -------------------------- |
| Coregonus clupeaformis | Heringsmaräne              | lake whitefish      | 49,01 %                    |
| Salvelinus namaycush   | Amerikanischer Seesaibling | lake trout          | 38,21 %                    |
| Coregonus nasus        | Große Bodenrenke           | broad whitefish     | 4,23 %                     |
| Prosopium cylindraceum |                            | round whitefish     | 4,16 %                     |
| Lota lota              | Quappe                     | burbot              | 1,52 %                     |
| Esox lucius            | Hecht                      | northern pike       | 1,08 %                     |
| Catostomus catostomus  |                            | longnose sucker     | 0,78 %                     |
| Coregonus sardinella   |                            | least cisco         | 0,64 %                     |
| Thymallus arcticus     | Arktische Äsche            | arctic grayling     | 0,37 %                     |